# Абди, Альмен
Альмен Абди (алб. Almen Abdi; род. 21 октября 1986[…], Призрен, САК Косово) — швейцарский футболист, полузащитник.

## Клубная карьера

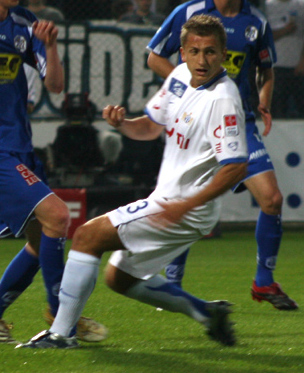
Абди в составе «Цюриха»

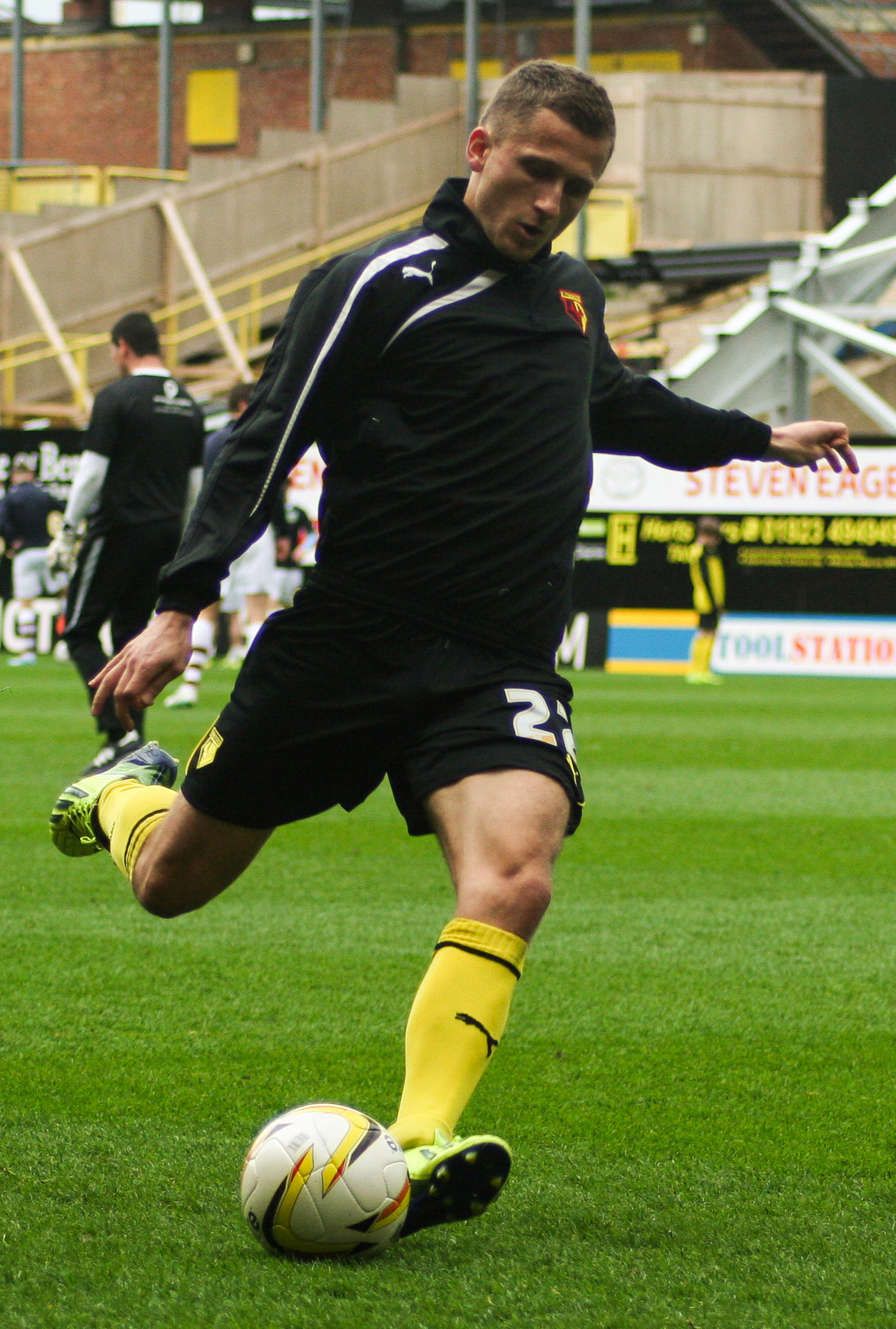
Абди в составе «Уотфорда»

Альмен начал свою карьеру в молодёжной академии «Цюриха», под руководством Люсьена Фавра. 31 июля 2004 года в матче против «Туна» Абди дебютировал в швейцарской Суперлиге в возрасте 16 лет. В 2005 году Альмен помог команде завоевать Кубок Швейцарии. В 2006 году он заключил полноценный контракт с «Цюрихом» до лета 2010. По итогам сезона 2008/09 Абди стал лучшим бомбардиром клуба, забив 19 голов и отдав 12 голевых передач. В ноябре 2009 года Альмен вместе со своим товарищем по команде Андресом Васкесом, после ссоры с тренером Бернаром Шалландом, были переведены в дубль.

В начале января 2010 года французский «Ле-Ман», в надежде избежать вылета из Лиги 1, подписал с Абди 6-месячное соглашение. 16 января в матче против «Лорьяна» он дебютировал в Лиге 1. За французский клуб Альмен сыграл 13 матчей. Покидая «Ле-Ман» Абди сказал, что не жалеет об этом опыте: 
Футбол во Франции очень атлетичный, но это только поможет мне быстрее адаптироваться к итальянскому чемпионату.
Ещё во время выступлений за «Цюрих», Альмен был замечен скаутами итальянского «Удинезе». После вылета «Ле-Мана» из Лиги 1, Абди 5-летний контракт с итальянской командой. 28 августа в матче против «Дженоа» он дебютировал в Серии А. В сезоне 2010/11 Альмен провёл 19 матчей в основном выходя на замену. 29 сентября 2011 года в матче Лиги Европы против шотландского «Селтика» Абди забивает свой единственный гол за «зебр», реализуя пенальти.
В июле 2012 года «Удинезе» отдал Альмена в аренду в английский «Уотфорд». Абди провёл три товарищеских матча за новый клуб, в которых забил один гол и присоединился к команде до конца сезона 2012/13. 18 августа 2012 года Альмен дебютировал в матче против «Кристал Пэлас», в котором забил свой первый гол в Чемпионшипе, а его команда смогла одержать волевую победу, 3:2. В следующем туре 25 августа против «Бирмингем Сити», Абди вновь забивает и приносит своему клубу победу, 2:0. По окончании аренды «Уотфорд» выкупил трансфер Альмена. В 2015 году он помог команде выйти в элиту. 15 августа в матче против «Вест Бромвич Альбион» Абди дебютировал в английской Премьер-лиге. 24 октября в поединке против «Сток Сити» он забил свой первый гол на высшем уровне в Англии.
Летом 2016 года Абди перешёл в «Шеффилд Уэнсдей». 7 августа в матче против «Астон Виллы» он дебютировал за новую команду.

## Международная карьера
20 августа 2008 года в товарищеском матче против сборной Кипра Абди дебютировал за сборную Швейцарию.

## Достижения
Командные
«Цюрих»
- Чемпион Швейцарии (3): 2005/06, 2006/07, 2008/09
- Обладатель Кубка Швейцарии — 2005